# Dundocera gabelensis
Dundocera gabelensis là một loài nhện trong họ Ochyroceratidae. Loài này phân bố ở Angola.